# Aruba-Florin
Der Aruba-Florin (auch Aruba-Gulden genannt, niederländisch Arubaanse florin) ist die Währung von Aruba.
Er löste 1986 den Antillen-Gulden ab. Er ist wie dieser mit einem festen Wechselkurs von 1 USD = 1,79 AWG an den US-Dollar gebunden und damit mit dem Antillen-Gulden gleichwertig. Der Aruba-Florin wird von der Centrale Bank van Aruba ausgegeben.
Es gibt folgende Stückelungen des Aruba-Florins:
- Münzen zu 5, 10, 25, 50 Cent, 1, 2½ und 5 Florin
- Banknoten zu 10, 25, 50, 100 und 200 Florin (Ausgabe 2019) sowie die Vorgängerserie zu 5, 10, 25, 50, 100 und 500 Florin (Ausgaben 1990–2012)